# Валері Еляш-Радзіковські

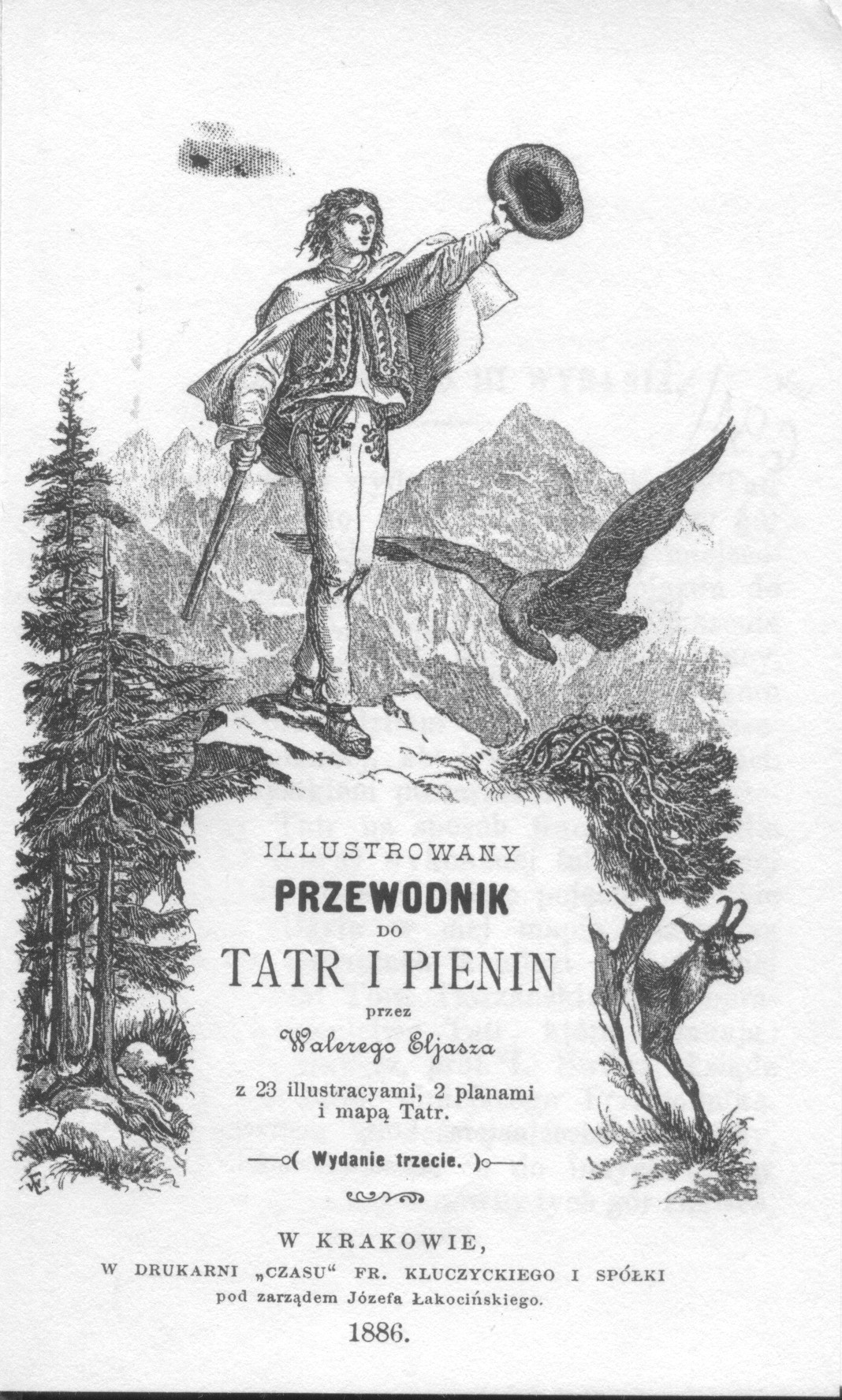
Титульна сторінка путівника по Татрах і Пєнінах В. Еляша-Радзіковського

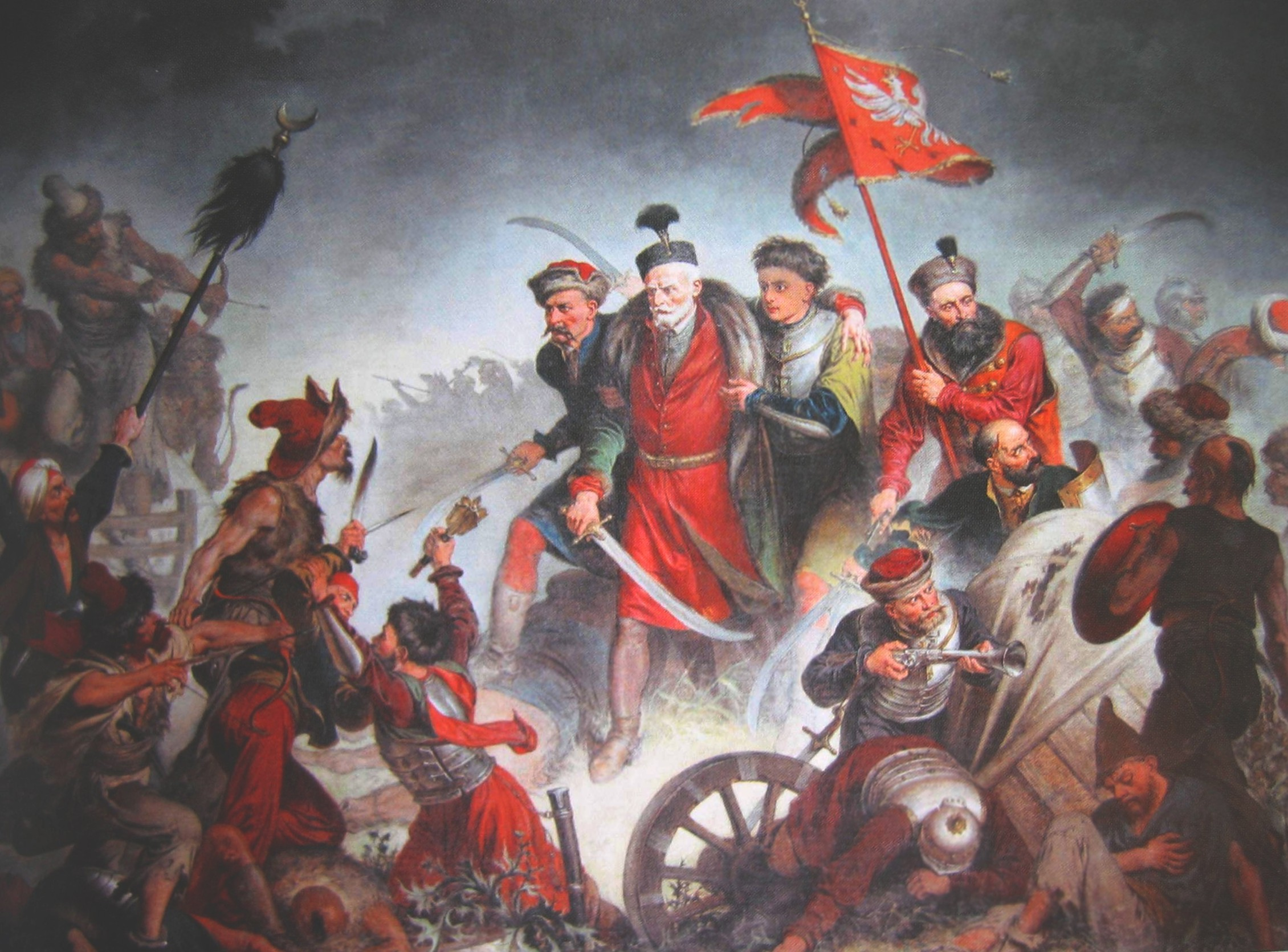
Смерть Станіслава Жолкєвського

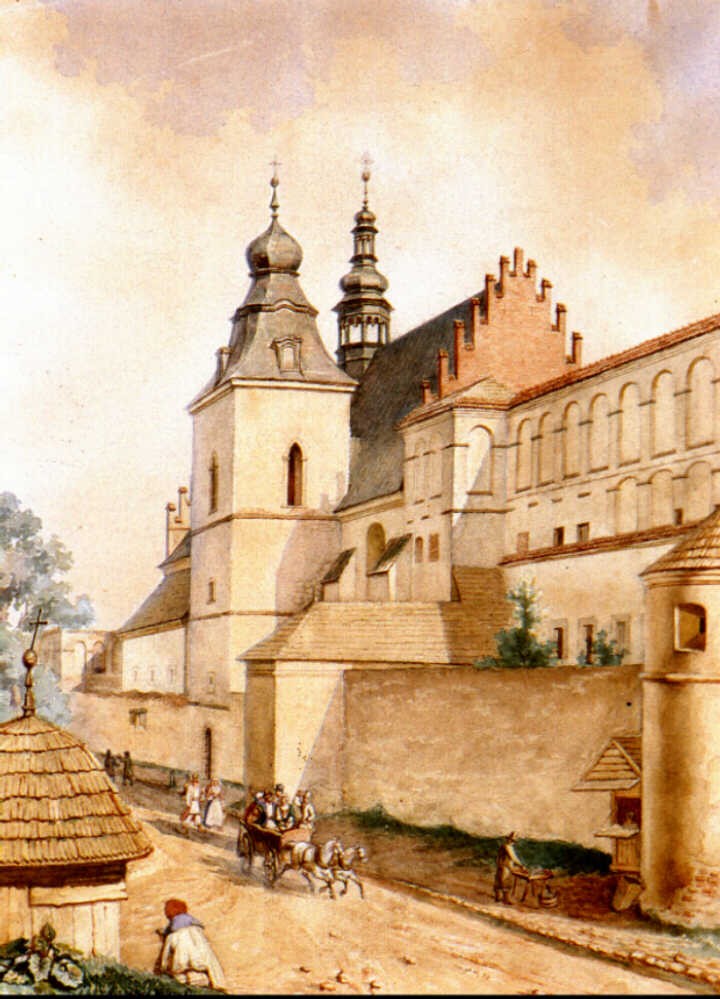
Перед костелем норбертінок

Ян Канти Валері Еляш-Радзіковські (пол. Jan Kanty Walery Eljasz-Radzikowski; вживав ім'я Валері; 13 вересня 1840, Краків — 23 березня 1905, там само) — польський художник і фотограф, популяризатор Татр і Закопаного, співзасновник Татранського товариства, автор татранських путівників, член-кореспондент Товариства Польського національного музею в Рапперсвілі з 1897 р., член відділу гімнастичного товариства «Сокол» в Кракові в 1895 р..

## Сім'я
Був сином Войцеха Еляша (1814—1904), живописця, автора релігійних творів і Теклі з Кжижановських, старшим братом Владислава Еляша (скульптора) і Марії Еляшувни (художниці і вишивальниці). Син Валері (від шлюбу з Наталією з Ничув) Станіслав Еляш-Радзіковський був лікарем, художником, дослідником Татр і Підгалля. Сім'я вживала замість прізвища Радзиковські прізвисько «Еляш», котре прийняв прадід Валері і барські конфедерат Войцех Радзіковські, щоб уникнути політичних переслідувань після падіння повстання. Валері повернувся до прізвища Радзіковські лише через два покоління, але вживав його з прізвиськом Ельяш, як і його син.
Валері Еляш-Радзіковські використовував герб «Огоньчик», хоча походив з мещанської сім'ї, котра не мала права на цей герб.

## Біографія
Початкове навчання Валерія Еляша здобув в Школі Святої Барбари, а пізніше і в середній школі Святої Анни. У 1856 році закінчив Вищу Реальну школу при Технічному інституті. У 1856—1862 роках навчався живопису в Краківській школі образотворчих мистецтв під керівгицтвом Владислава Лушчкєвіча. Його малюнки були відзначені на другій громадській виставці 1856 року. У 1858 році на виставці Школи образотворчих мистецтв малюнки художника відзначив як «перший» рецензент і професор Академії образотворчого мистецтва в Кракові — Ян Непомуцен Бізаньські. Освіту продовжив у 1863—1865 роках в Академії образотворчих мистецтв у Мюнхені (у грудні 1863 року звернувся до Techn. Malklasse), і після його завершення він подорожував по Європі. Під час січневого повстання він провів спеціальну місію, призначену в Мюнхені повстанським національним урядом.
У 1865 повернувся до Кракова. Окрім мистецької творчості, він займався викладанням малювання в гімназії Святої Анни (1872—1891). Крім того, він вивчав історію та традиції Кракова та історію одягу, публікував дослідження, присвячені цим темам.
Ще під час навчання, у 1861 році вперше відвідав Татри. З цього часу він неодноразово відвідував їх, приділяючи їм значну частину своєї художньої діяльності. Він також опублікував « Ілюстрований путівник до Татр», «Пенін і Щавниць» (1870), брав участь у прокладанні стежок і організації провідництва Татрами, активно діяв у Татранському Товаристві. У 1887 році він проклав стежку від Яшчурувки, через Ваксмундзьку Поляну, Водогрзмоти Міцкевича, до притулку в Розтоці, котра була першою позначеною стежкою польських Татр. У 1876 році в Закопане, на Крупувках, він збудував будинок, а в 1881—1882 роках другий, що називався «Еляшувка» (вул. Стара Поляна), після котрого через десять років збудував ще один, спроектований його братом Станіславом (тепер на вул. Новотарській, будинок названий пізніше «Сєманувка»).

## Художня творчість
Він малював переважно історичні картини, пейзажі Татр, а також види краківських пам'яток, портрети, релігійні картини і настінні розписи. Під час навчання разом зі своїми колегами (у тому числі Олександром Коцісом) він здійснював екскурсії на пленери, під час яких малював ескізи, пейзажі. Творив не тільки на полотні, але і на природному ґрунті, наприклад, образ Богоматері Скальської на вапняковій стіні в Мнікавській долині. Під час експедицій до Татр на малюнках і картинах він зберіг гірські види і звичаї горців.
У 1890 році він почав фотографувати Татри, місцеве будівництво, традиції мешканців та їхні костюми. Вони служили йому як допомога для картин і малюнків, вони також публікувалися в журналах, альбомах і у вигляді листівки. Він не був піонером фотографії Татр (перші фотографії зробили наприкінці 50-х років XIX століття Валері Ржевуські і Мелецюш Дуткевич), але сприяв їх популяризації.
У 1858 році Радзіковський розпочав проект відтворення історії одягу в Польщі та сусідніх країнах. Матеріали, зібрані ним у 1858—1904 роках під назвою Одяг в Польщі, матеріали для історії одягу з X—XVIII століття можна знайти в Національному музеї в Кракові. На їхній основі він опрацьовував свої малюнки, історичні картини, а також книги про одяг і уніформу польських військ. Його малюнки опубліковані в багатьох книгах з історії та етнографії. У 1899—1905 роках були надруковані між іншим в серії «Одяг в Польщі і у сусідів» або «Польська армія Костюшки». Він також був дослідником історії мистецтв, особливо спеціалістом з дизайну костюмів. У 1862 році він опублікував у Кракові книгу «Одяг народу в Старій Польщі».

## Твори

### Малюнки і картини
- Битва під Рацлавіцями — 1862,
- Перемога Вольмару у Швеції — 1865,
- Гетьман Чарнєцький заохочує поляків — 1866,
- Миколай Коперник на смертному одрі — 1869,
- Поліхромія в парафіяльній церкві в Чочолуві — 1871 р.
- Портрет Яна Сабала Кржептовського — 1889
- Смерть Станіслава Жолкєвського.
- Поворот ксєндза Столачика в Татрах — 1876

### Книги
- Народне вбрання в стародавній Польщі, Краків 1862,
- Ілюстрований путівник по Татрам, Пєніни і Щавниці, Краків 1870.
- Краків старий і сучасний, Краків 1902[13]

### Книги ілюстровані Радзіковським
- Ілюстрований путівник до Татр, Пєнін і Щавниці, 1870,
- Нариси з поїздки у Татри, 1874,
- Одяг у Польщі та у сусідів, 1879—1899,
- О назві Морське Око у Татрах, 1884,
- Польські королі в картинах і піснях, 1893,
- Конік Звєжинецький, 1898,
- Спогади про притулки біля Морського Ока, 1903.
- Історія Польщі Августа Соколовського та Адольфа Інлендера, 5 томів, 1898
- Святий Франциск Серафик у пісні, 1901

## Вшанування пам'яті

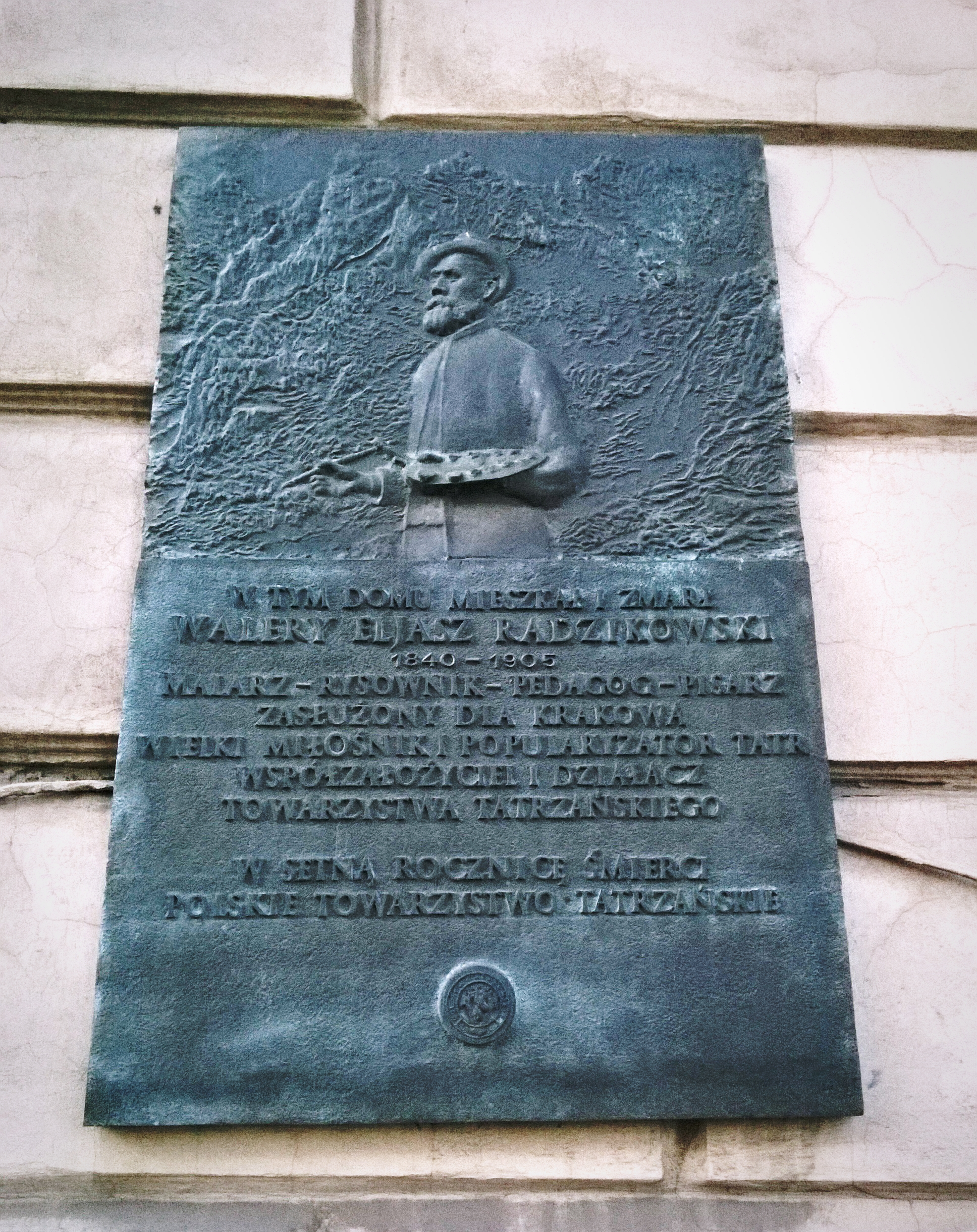
Пам'ятна дошка художника за адресою вул. Кармелітська 23 у Кракові.

Його ім'ям названо вулицю Кракова. На фасаді будівлі, в котрій він мешкав, на вул. Кармелітській, 23 є пам'ятна дошка.